# NGC 1788
NGC 1788 je refleksijska maglica u zviježđu Orionu. 
Lynds 1616 je vrlo mutna tamna maglica, dio NGC 1788.

## Vanjske poveznice
- SEDS: NGC 1788